# Carry-le-Rouet
Carry-le-Rouet (în occitană Carri lo Roet, în provensală Càrri lou Rouet) este o comună franceză situată în departamentul Bouches-du-Rhône, în regiunea Provence-Alpes-Côte d'Azur.

## Geografie

### Localizare
Carry-le-Rouet este situat între Marsilia, la est, și Martigues și laguna Étang de Berre⁠(d), la nord-vest.
Stațiune balneară foarte frecventată în timpul verii, localitatea dispune de un port de agrement, plaje, golfuri adăpostite, precum și numeroase activități nautice și sportive.

### Comune limitrofe
| Châteauneuf-les-Martigues | Ensuès-la-Redonne | Ensuès-la-Redonne |
| Sausset-les-Pins          |                   | Ensuès-la-Redonne |
| Marea Mediterană          | Marea Mediterană  | Marea Mediterană  |

### Climă
În 2010, clima comunei a fost clasificată ca tipic mediteraneană, conform unui studiu realizat de CNRS, bazat pe o serie de date care acoperă perioada 1971-2000. În 2020, Météo-France a publicat o tipologie a climei din Franța metropolitană, conform căreia comuna se află într-o zonă cu climat mediteranean, în regiunea climatică Provence, Languedoc-Roussillon. Aceasta este caracterizată de precipitații reduse vara, o foarte bună expunere la soare (2.600 ore/an), veri calde (21,5 °C), un aer foarte uscat vara și sec în toate anotimpurile, vânturi puternice (cu o frecvență de 40-50 % a vânturilor > 5 m/s) și puține cețuri.
Pentru perioada 1971-2000, temperatura medie anuală este de 15 °C, cu o amplitudine termică anuală de 16 °C. Cantitatea medie anuală de precipitații este de 554 mm, cu 5,9 zile de precipitații în ianuarie și 1,2 zile în iulie. Pentru perioada 1991-2020, temperatura medie anuală observată la stația meteorologică situată în comuna Marignane la 11 km distanță în linie dreaptă, este de 15,9 °C, iar cantitatea medie anuală de precipitații este de 532,3 mm.
Pentru viitor, parametrii climatici estimati pentru comună pentru anul 2050, conform diferitelor scenarii de emisii de gaze cu efect de seră, pot fi consultati pe un site dedicat publicat de Météo-France în noiembrie 2022.

## Urbanism

### Tipologie
La 1 ianuarie 2024, Carry-le-Rouet este clasificată drept un „oraș mic”, conform noii grile comunale de densitate în 7 niveluri, definită de INSEE (Institutul Național de Statistică și Studii Economice) în 2022. Localitatea face parte din unitatea urbană Sausset-les-Pins–Carry-le-Rouet, o aglomerație intra-departamentală, din care reprezintă o comună suburbană. De asemenea, comuna aparține de zona metropolitană a Marsiliei - Aix-en-Provence, din care face parte ca o comună din coroană. Această arie, care include 115 comune, este clasificată în categoria ariilor cu 700.000 de locuitori sau mai mulți (cu excepția Parisului).
Comuna, mărginită de Marea Mediterană, este, de asemenea, o comună litorală în sensul legii din 3 ianuarie 1986, cunoscută sub numele de legea litoralului. Dispoziții urbanistice specifice se aplică aici pentru a proteja spațiile naturale, siturile, peisajele și echilibrul ecologic al litoralului, cum ar fi, de exemplu, principiul interdicției de construire în afara zonelor urbanizate pe fâșia litorală de 100 de metri sau mai mult, dacă planul local de urbanism prevede acest lucru.

### Utilizarea terenurilor
Ocuparea terenurilor din comună, conform bazei de date europene privind ocuparea biofizică a solurilor Corine Land Cover (CLC), este caracterizată prin predominanța pădurilor și a mediilor semi-naturale (65,4 % în 2018), în scădere față de 1990 (68,6 %). Distribuția detaliată în 2018 este următoarea: medii cu vegetație arbustivă și/sau ierboasă (60,3 %), zone urbanizate (34 %), spații deschise, fără sau cu puțină vegetație (5,1 %), ape maritime (0,6 %). Evoluția ocupării terenurilor în comună și a infrastructurilor sale poate fi observată pe diferitele reprezentări cartografice ale teritoriului: harta Cassini (secolul XVIII), harta de stat-major (1820-1866) și hărțile sau fotografiile aeriene ale IGN pentru perioada actuală (1950 până în prezent).

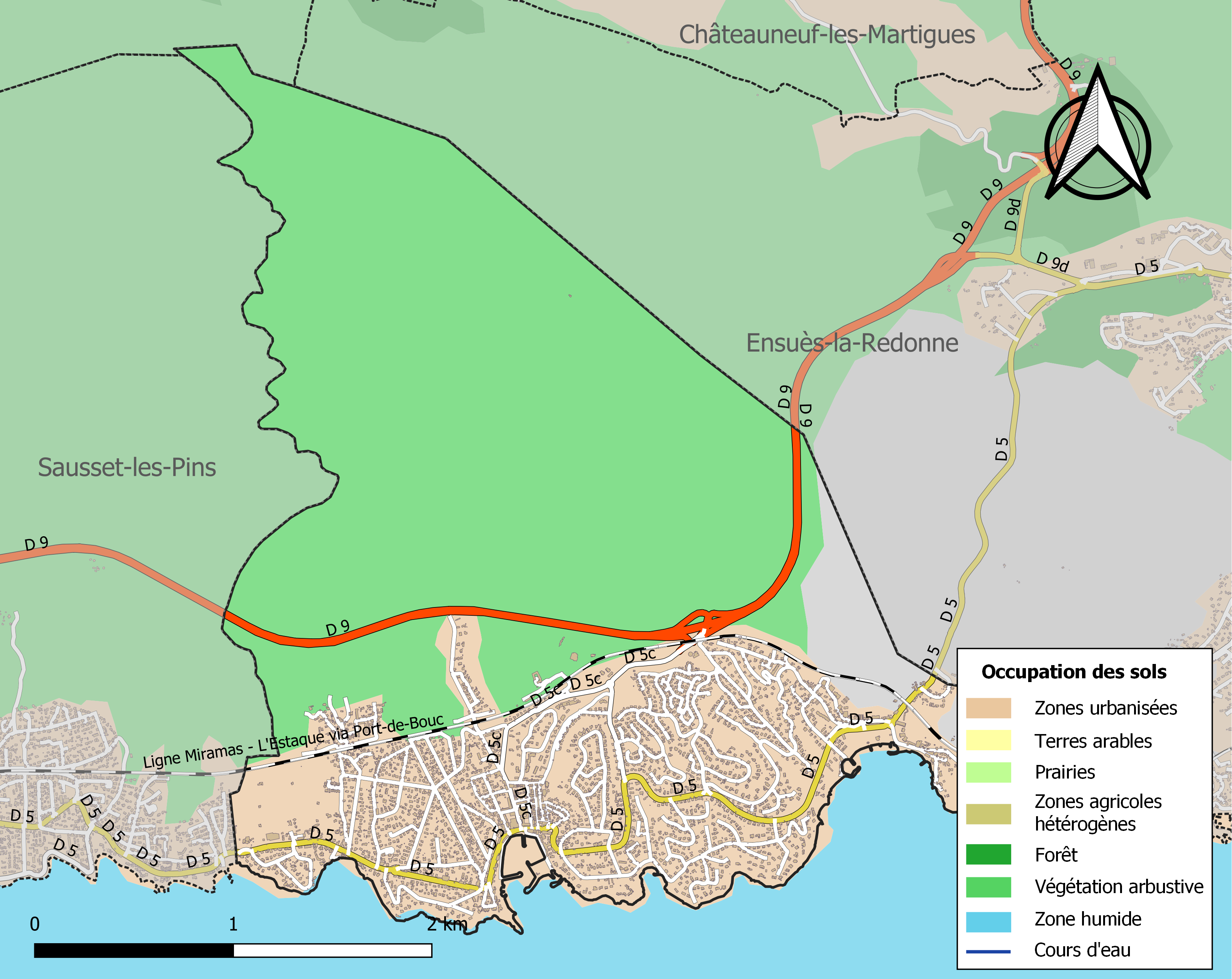
Harta infrastructurii și utilizării terenului a comunei în 2018 (CLC).

## Toponimie
Carry-le-Rouet nu s-a născut din fuziunea a două comune, ci din alăturarea numelor cartierelor Carry și Le Rouet.
Rouet este atestat în această expresie latină: „Castri de Castronovo et de Carrio”, la 4 decembrie 1253, în fondul Saint-Sauveur. Forma Rot apare într-un litigiu între Guillaume des Baux și Marie de Castres, care revendică suzeranitatea asupra teritoriilor Châteauneuf, Rouet și alte locuri. În anii următori, acest toponim apare sub formele Root, Rupt și Roc.

## Istorie

### Fapte istorice
Carry-le-Rouet pare să fi atras oamenii încă din cele mai vechi timpuri ale preistoriei mediteraneene. Adăposturile sub stâncă din zona Rouet au găzduit populații nomade acum aproximativ 20.000 de ani, în timpul ultimei glaciațiuni.
În 1584, Carry-le-Rouet devine o comunitate în jurul conceptului de turn de apărare. Depinzând de localitatea Châteauneuf-les-Martigues, populația — împărțită între cultivatori și pescari — se afla sub autoritatea seniorilor din familia Jarente, care au construit primul castel.
Comuna Carry traversează apoi secolele fără evenimente notabile, cu excepția unui debarcament englez în 1805, care a avut drept scop distrugerea unei baterii de coastă.
În 1915, linia feroviară Miramas–Marsilia permite scoaterea din izolare a localității Carry-le-Rouet. Numeroase convoaie militare au folosit această cale între 1915 și 1918. După revenirea păcii, primele lotizări apar înaintea celui de-Al Doilea Război Mondial, odată cu sosirea apei potabile și a electricității.
În 1950, Carry-le-Rouet era pregătită să devină zona rezidențială care este astăzi, situată în apropierea unor orașe importante și a unor zone de dezvoltare economică.
Actorul și cântărețul Fernandel deținea o vilă aici. Contrar dorinței sale, trupul său nu a fost niciodată readus la Carry-le-Rouet. Diva jazzului Nina Simone a trăit ultimii ani din viață la Carry-le-Rouet și a decedat aici în 2003. Funeraliile sale au avut loc în localitate, în prezența fiicei sale Lisa Simone⁠(d) și a prietenei sale, cântăreața sud-africană Miriam Makeba.

### Evenimente marcante din istoria localității
- Primăria-școală datează din anul 1877.
- Școala a fost separată definitiv de primărie în 1951.
- Școala Jas-Vieux a fost inaugurată în 1951.
- Bulevardul Don Camillo a fost inaugurat cu fast în 1954, în prezența lui Fernandel și a primarului de atunci, Jean-Baptiste Grimaldi.
- Campingul Lou Souleï a fost deschis în 1964 și este încă activ.
- Sărbătoarea mării („Fête de la mer”) are loc în fiecare an, în cele trei duminici ale lunii februarie, începând din 1952 și 1960, pe port.
- Cazinoul a fost inaugurat cu fast în 1962, în prezența lui Fernandel și a primarului Alfred Martin.
- O nouă școală Jas-Vieux a fost inaugurată în 1974. Simone Thoulouze a fost învățătoare aici din 1948 până la decesul său în 1980, iar școala îi poartă numele. Soțul ei, Louis Thoulouze, a fost directorul școlii între 1948 și pensionarea sa în 1984.
- Sala Lucien Canepa a fost inaugurată în 1976, înlocuind cazarma pompierilor care funcționase între 1939 și 1976.
- O stelă dedicată lui Fernandel a fost inaugurată în port în 1986 pentru a-i aduce un omagiu și a fost mutată în 1990 în fața cinematografului care îi poartă numele.
- În ianuarie 2020, centrul de vacanță Vacanciel din comună a fost utilizat drept loc de carantină pentru cetățenii francezi repatriați din China, în contextul epidemiei de coronavirus din această țară.

## Populația și societatea

### Date demografice
Evoluția numărului de locuitori este cunoscută prin recensămintele populației efectuate în comună începând din 1793. Pentru comunele cu mai puțin de 10 000 de locuitori, un recensământ al întregii populații este realizat la fiecare cinci ani, populațiile legale pentru anii intermediari fiind estimate prin interpolare sau extrapolare. Pentru comuna respectivă, primul recensământ exhaustiv în cadrul noului dispozitiv a fost realizat în 2004.
În 2022, comuna număra 5 717 locuitori, în scădere cu -2,97 % față de 2016 (Bouches-du-Rhône: +2,48 %, Franța fără Mayotte: +2,11 %).
| An        | 1793 | 1821 | 1841 | 1856 | 1876 | 1886 | 1901 | 1921 | 1936 | 1962  | 1982  | 2006  | 2014  | 2022  |
| --------- | ---- | ---- | ---- | ---- | ---- | ---- | ---- | ---- | ---- | ----- | ----- | ----- | ----- | ----- |
| Populație | 290  | 363  | 503  | 470  | 537  | 499  | 531  | 565  | 410  | 1 739 | 4 570 | 6 358 | 5 908 | 5 717 |

## Cultură locală și patrimoniu

### Locuri și monumente

#### Patrimoniu civil
- Viaductul Eaux-Salées: o lucrare monumentală situată pe linia feroviară de coastă Miramas–Marsilia, reprezentativă pentru ingineria feroviară a regiunii.

#### Patrimoniu religios
- Capela Rouet[30]: construită în 1353, reconstruită de două ori pe același amplasament, domină golful Marsiliei și constituie un punct de reper spiritual și istoric.
- Biserica Notre-Dame de l'Assomption din Carry-le-Rouet: principalul edificiu religios al localității.

#### Patrimoniu natural
- Promenada de pe malul mării: oferă o priveliște spectaculoasă asupra litoralului și este foarte apreciată de turiști și localnici.

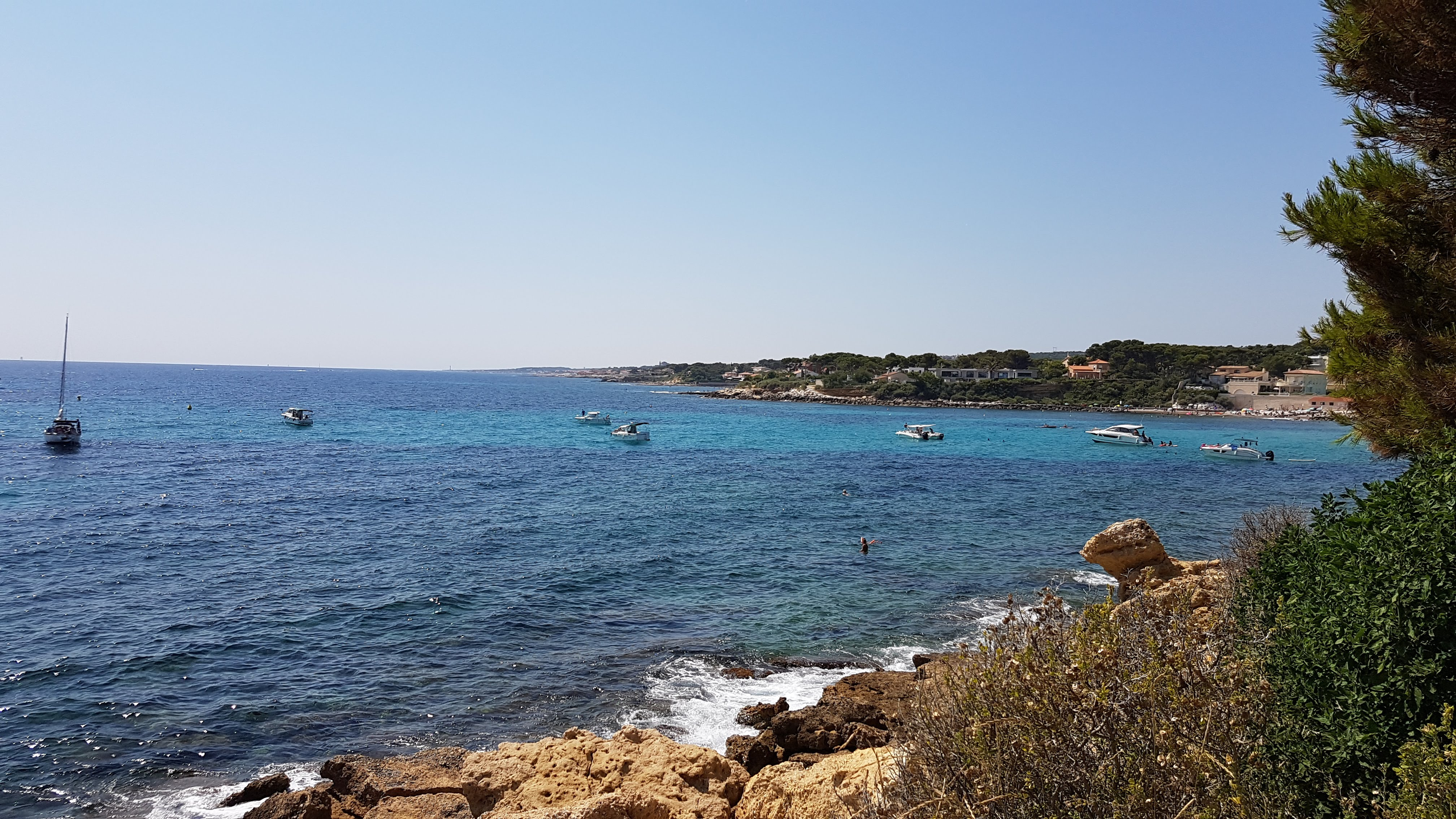
Promenada de pe malul mării: oferă o priveliște spectaculoasă asupra litoralului și este foarte apreciată de turiști și localnici.

- Plajele și portul de pescuit: Carry-le-Rouet este renumită pentru plajele cu ape limpezi și portul său pitoresc.
- Rezervația naturală forestieră: din suprafața totală a comunei (1.007 hectare), doar 270 sunt urbanizate, restul formând o întinsă zonă împădurită protejată.
- Parcul marin regional Côte Bleue: rezervație marină de 85 hectare în care pescuitul este interzis, destinată protejării florei și faunei subacvatice, în special a herbierului de posidonie, esențial pentru echilibrul ecosistemelor marine.
- Locuri de scufundare: Carry-le-Rouet este recunoscută pentru numeroasele sale locații de scufundare, apreciate de amatori și profesioniști ai sporturilor subacvatice.

### Personalități
- Fernandel (nume real: Fernand Contandin) a locuit o mare parte din viața sa la Carry-le-Rouet. A fost declarat cetățean de onoare al localității, iar bustul său este expus în oraș ca omagiu adus contribuției sale culturale.
- Hubert Reeves, renumitul astrofizician și ecologist, frecventa în copilărie, împreună cu familia sa, centrul de vacanță Les Cigales din Carry-le-Rouet.
- Nina Simone, celebra cântăreață și pianistă de jazz americană, a trăit în ultimii ani ai vieții sale la Carry-le-Rouet, unde a și murit în anul 2003.

## Înfrățiri
- Dietmannsried (Germania) – din 1988
- Busseto (Italia) – din 2005
- Castell'Arquato (Italia) – din 2017